# Museo Nacional de Przypkowscy en Jędrzejów

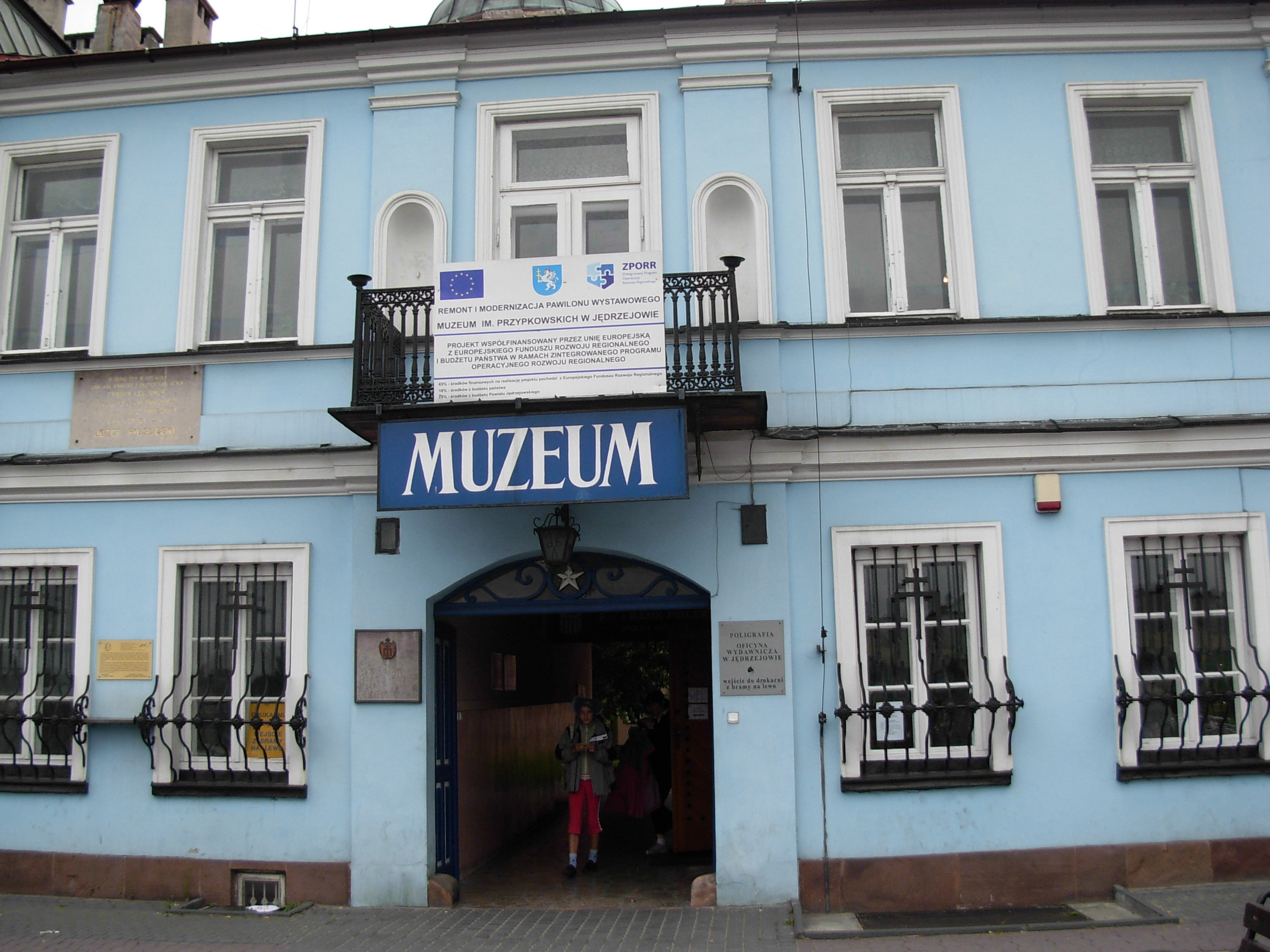
Entrada al museo

El Museo Nacional de Przypkowscy se especializa en la presentación de los relojes solares e instrumentos astronómicos.
Se estableció el museo sobre una colección privada del médico de Jędrzejów (Polonia), Feliks Przypkowski, quien desde el año 1895 coleccionaba los antiguos relojes solares, libros y otros materiales dedicados a la gnomónica. Luego, dicha colección fue aumentada por su hijo, Tadeusz Przypkowski.
La exposición de la colección de Feliks Przypkowski se publicó en el año 1909 en Jędrzejów. Desde entonces, hasta hoy en día se la amplía y expone en los diferentes edificios de la ciudad, excepto durante los periodos de las guerras mundiales. En el año 1962 la familia de Przypkowscy donó la colección al Estado, aunque Przypkowscy podía intervenir en él, debido a que los miembros de esta familia solían ser directores de la institución.
El museo se ubica en dos edificios históricos: en la antigua farmacia de principios del siglo XVIII y en la sede de Przypkowscy del año 1906. En la sede se encuentra la cúpula del observatorio astronómico del año 1913 y las paredes que dan al jardín están cubiertas por esgrafiado neorrenacentista del año 1955.

## Exposiciones
El museo posee en su multitud, diferentes secciones. La principal abarca los relojes solares y los otros tipos de relojes desde el siglo XVI hasta el XX, así como las obras de gran valor artístico que provienen de distintos lugares europeos. Las exposiciones más interesantes son por ejemplo: el reloj solar con cañón que tira a mediodía y que fue hecho en París para el rey Stanisław Leszczyński, también el reloj solar del siglo XVI que fue hecho por Erazm Habermel o la clepsidra acuática del siglo XVII hecha de mayólica. Complementan estas colecciones el conjunto de los instrumentos astronómicos y volúmenes dedicados a astronomía y gnomónica. La colección de los relojes en Jędrzejów ocupa el tercer lugar en el mundo teniendo en cuenta la cantidad y el valor de los objetos expuestos tras el Planetario de Chicago y el Museo de la Ciencia de Oxford.
Otras secciones importantes del museo:
- La sección de gráfica y de ex libris que poseen en sus colecciones las obras a partir del siglo XV.
- La sección de artesanía e Historia – la colección de las exposiciones de equipo, cartas y literatura relacionadas con Legiones Polacas y con Józef Piłsudski quien estuvo en la sede del museo en el año 1915. Asimismo, hay muchas cartas de reyes, aristócratas y de los artistas famosos que fueron escritos, entre otros, a la familia Przypkowscy.
- La sección de gastronomía que abarca los utensilios de cocina y las vajillas a menudo plateados y ricamente decorados, también las vajillas de porcelana, los libros de cocina y colecciones de menús históricos. Una parte de esta colección se expone en los sótanos históricos del siglo XVIII y en la cocina del año 1906.

Se han conservado o restaurado los interiores de las habitaciones de principios del siglo XX que fueron equipadas con muebles, alfombras, cuadros de la época, así como de las colecciones de muebles decorativos de los siglos XVII y XVIII y la tapicería rococó de cordobán.
La biblioteca del museo posee muchas obras importantes que provienen de los años 1480 – 1800, entre otros: De revolutionibus orbium coelestium de Nicolás Copérnico publicado en 1566 en Basilea, Liber Chronicarum publicado en Núremberg en 1493, la primera edición de Los diez libros de Arquitectura de Vitruvio de 1548, también los libros de la biblioteca del rey Zygmunt August y los libros con autógrafos de Hevelius, Cartesius, Huygens.